# Marco Zunino
Marco Aurelio Zunino Costa (Ponce, Puerto Rico, 12 de noviembre de 1976) es un actor, bailarín y cantautor peruano. Es más conocido por su participación como gólmodi en el programa de televisión infantil Nubeluz, así como por su participación estelar en series de televisión, interpretando a Fabricio Cerna en Torbellino y a Leonardo Llanos en Al fondo hay sitio.

## Biografía
Nació en Puerto Rico, de padres peruanos que emigraron años antes a causa de la reforma agraria. Sus padres regresaron al Perú con él cuando tenía 8 meses de edad.
Estudió en el Colegio Antonio Raimondi de La Molina.
En su país ha estelarizado varios musicales, incluyendo Jesucristo Superstar, Cabaret, El musical 2010, Rent y Amor sin barreras (West Side Story). A inicios del 2012, debutó en Broadway interpretando a Billy Flynn en Chicago, presentado en el Ambassador Theatre de New York. El mismo año volvió a interpretar a Flynn en Lima, y en 2013 protagonizó la adaptación peruana de The Boy From Oz.
Desde 2019, comenzó a radicar en la Ciudad de México.

## Carrera
A los 14 años, luego de pasar un casting, tuvo su primera participación en el teatro con la obra Rock, pelagatos y la otra piel, bajo la dirección de Aristóteles Picho. Posteriormente, llevó estudios de teatro con Picho, Carlos Acosta, Alberto Ísola. y Bruno Odar.
Luego de su primera experiencia en teatro, ingresó a la televisión en el programa infantil Nubeluz, en el rol de Golmodi. Se hizo conocido de adolescente junto al elenco del programa en otros países de Latinoamérica gracias a las giras que realizaban.
En 1995, apareció en Canela, telenovela producida por Humberto Polar y filmada en Arequipa junto a Astrid Gruber, Diego Bertie y Kathy Serrano. Posteriormente, actuó en otras producciones como Torbellino —participó también de giras nacionales junto al grupo musical de la serie—, Leonela, muriendo de amor, Cosas del amor y Andrea, tiempo de amar —miniserie que protagonizó junto a María Pía Copello—. En 1999, gracias a una beca, viajó a New York a estudiar durante dos años y medio teatro clásico y musical en el conservatorio «e in the Square Theatre School, donde se graduó y fue reconocido como alumno destacado. Durante su estadía en ese país participó en las obras Into the Woods y Mysterious Man.

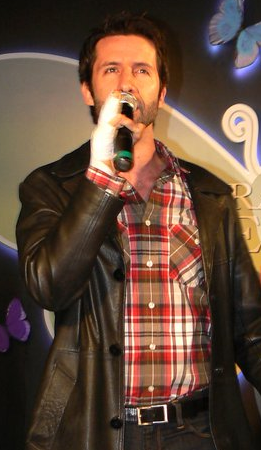
Zunino en 2010.

En 2003, Zunino apareció en un corto rol en un episodio de la serie Alias de la cadena ABC. Dos años más tarde, protagonizó el musical Jesucristo Superstar en Lima. En 2005, protagonizó varios episodios de la serie Decisiones de la cadena Telemundo. El mismo año regresó a Lima para actuar en la telenovela Nunca te diré adiós de Iguana Producciones.
En octubre de 2005, presentó Mis favoritas de Broadway, recital donde interpretó canciones de varios musicales de Broadway. Al año siguiente actuó en la serie Esta sociedad como Daniel, emitida por América Televisión. En el cine, Zunino tuvo un rol menor en La gran sangre: la película del director Jorge Carmona.
En 2006, fue imagen de la empresa satelital DirecTV a nivel nacional.
En agosto del 2008 actuó en la obra Il Duce, bajo la dirección de Mateo Chiarella Viale.
Zunino concursó en el reality show de baile Bailando por un sueño, conducido por Gisela Valcárcel, en la cual resultó ganador tras dos meses y medio de competencia. Gracias a su primer puesto clasificó a la última temporada del año llamada Los reyes de la pista, donde obtuvo el cuarto puesto.
Paralelamente al certamen de baile, actuó en la obra Arsénico y encaje antiguo, adaptación del drama Arsenic and Old Lace de Joseph Kesselring, donde interpretó a Mortimer Brewster. En diciembre de 2008, empezó a emitirse la telenovela Los Barriga por Frecuencia Latina, donde tuvo el papel antagónico.
Zunino en 2009, interpretó a Emcee en el musical Cabaret en dos temporadas, la primera de mayo a junio en el Teatro Segura, y la siguiente en octubre en el Teatro Marsano.
Zunino concursó en el reality show de canto y baile El show de los sueños: amigos del alma, conducido por Gisela Valcárcel, donde obtuvo el quinto puesto tras 2 meses y medio de competencia.
Zunino presentó el espectáculo Voces Asia los 80's junto a otros artistas en enero de 2010; y meses después estelarizó El musical 2010 en el Teatro Segura, producido por "Preludio Asociación Cultural", donde nuevamente se mostró como cantante.
En julio de 2010, ingresó a la serie Al fondo hay sitio —emitida por América Televisión— interpretando a Leonardo Rizo-Patrón. En noviembre del mismo año, protagonizó el musical Rent —estrenada en el Teatro Luigi Pirandello en el papel de Roger Davis, junto a Tati Alcántara.
Zunino inició el 2011 participando en el espectáculo Voces de película. Posteriormente estelarizó el musical Amor sin barreras (West Side Story) junto a Rossana Fernández-Maldonado, presentado en el Teatro Municipal de Lima durante junio y julio de 2011. Seguidamente participó en el espectáculo infantil ¡Grántico, pálmani, zum!, en el marco del vigésimo aniversario de Nubeluz.
En diciembre de 2011, los productores Denisse Dibós y Carlos Arana anunciaron que en el 2013 se adaptará en Lima el musical The Boy From Oz, donde Zunino asumirá el rol principal. Será la primera adaptación en español del musical.
En enero de 2012, viajó a New York para protagonizar el musical Chicago en Broadway, convirtiéndose en el primer latinoamericano en tener el rol principal en esa obra. Zunino interpretó a Billy Flynn en el musical desde el 16 de enero hasta el 4 de marzo, bajo la dirección de Maurine Dallas Watkins.
Finalizada la temporada de Chicago en New York, se unió a las grabaciones de la cuarta temporada de Al fondo hay sitio.
El 10 de abril de 2012, compartió escenario con el tenor Juan Diego Florez, en un concierto en el Jockey Club del Perú donde interpretaron dos temas a dúo.
En junio de 2012, protagonizó de nuevo Chicago, esta vez en el Teatro Municipal de Lima y luego en el Teatro Marsano, producido por Denisse Dibós y dirigido por Mateo Chiarella Viale. Como cantante, lanzó su segundo sencillo "Me hace falta amar".
El musical El Chico de Oz, protagonizado por Zunino en el papel de Peter Allen, se estrenó en mayo de 2013 en el Teatro Municipal de Lima, para lo que se preparó independientemente con clases de canto y baile en Manhattan.
En el 2019, participa en la serie Juntos el corazón nunca se equivoca. Protagonizado por Emilio Osorio y Joaquín Bondoni, en donde interpreta el papel de "Collins"

## Imagen pública
En 2011, se convirtió en imagen de la tienda por departamentos peruana Oechsle.
En 2012, en una entrevista con CNN en Español durante su estadía en New York, criticó el escaso apoyo del gobierno peruano hacia el cine y las artes.
En 2015, junto a Sully Sáenz en el programa Escape perfecto, reaccionó de una manera neutral ante el evento de la Marcha contra la televisión basura.
Zunino declaró en una entrevista con Somos que desde niño tiene problemas de depresión y probó controlarlos con pastillas, y luego con terapia psicológica.
Zunino es imagen, junto a otros artistas, de la campaña de Unicef "Buena onda", que busca recaudar fondos en beneficio de los niños peruanos que viven en las zonas más alejadas y pobres del país.

## Teatro
| Año       | Título                                        | Personaje                                     | Notas                                    | Dirección                           | Producción                         | País                                                                     | Ref. |
| --------- | --------------------------------------------- | --------------------------------------------- | ---------------------------------------- | ----------------------------------- | ---------------------------------- | ------------------------------------------------------------------------ | ---- |
| 1991      | Rock, pelagatos y la otra piel                |                                               |                                          | Aristóteles Picho                   |                                    | Bandera de Perú                                                          |      |
| 1996      | El murciélago                                 |                                               | Teatro: Teatro Municipal de Lima         |                                     |                                    | Bandera de Perú                                                          |      |
| 1997      | A Chorus Line                                 | Al                                            | Teatro: Teatro Montecarlo                |                                     |                                    | Bandera de Perú                                                          |      |
| 1998      | La manzana prohibida                          | Juan Carlos                                   |                                          | Carlos Acosta                       | Sergio Ota y Yuri Cárdenas         | Bandera de Perú                                                          |      |
| 1999      | Into the Woods                                | Hombre Misterioso                             |                                          |                                     |                                    | Bandera de Estados Unidos                                                |      |
| 1999      | Mysterious Man                                |                                               |                                          |                                     |                                    | Bandera de Estados Unidos                                                |      |
| 2000      | Romeo y Julieta                               | Romeo Montesco                                | Rol Protagónico                          | Mateo Chiarella                     | Denisse Dibós                      | Bandera de Perú                                                          |      |
| 2002      | El musical                                    | Varios Roles                                  | Roles Principales (Preludio)             | Mateo Chiarella                     | Denisse Dibós                      | Bandera de Perú                                                          |      |
| 2004      | La novicia rebelde                            | Rolf                                          |                                          | Mateo Chiarella                     | Denisse Dibós                      | Bandera de Perú                                                          |      |
| 2005      | La corporación                                | Roger                                         |                                          | David Carrillo                      | Denisse Dibós                      | Bandera de Perú                                                          |      |
| 2005      | Mis favoritas de Broadway                     | Intérprete                                    | (Recital)                                |                                     |                                    | Bandera de Perú                                                          |      |
| 2006      | Jesucristo Superstar                          | Jesús de Nazaret / Cristo / Jesucristo/ Jesús | Rol Protagónico                          | Mateo Chiarella                     | Preludio Asociación Cultural       | Bandera de Perú                                                          |      |
| 2007      | El jardín secreto                             | Dickon                                        | Rol Principal                            | Juan Carlos Fisher                  | Denisse Dibós                      | Bandera de Perú                                                          |      |
| 2008      | Don Quijote de la Mancha: El musical          | Bachiller Sansón Carrasco                     |                                          | Mateo Chiarella                     | Denisse Dibós                      | Bandera de Perú                                                          |      |
| 2008      | Il Duce                                       | Rey Víctor Manuel III                         |                                          | Mateo Chiarella                     |                                    | Bandera de Perú                                                          |      |
| 2008      | Arsénico y encaje antiguo                     | Mortimer Brewster                             | Rol Principal                            | David Carrillo                      | David Carrillo y Giovanni Ciccia   | Bandera de Perú                                                          |      |
| 2009      | Cabaret                                       | Emcee                                         | Rol Protagónico (Preludio)               | Mateo Chiarella                     | Denisse Dibós                      | Bandera de Perú                                                          |      |
|           | Mujeros 3                                     |                                               | Rol Protagónico                          | Diego Lombardi                      |                                    | Bandera de Perú                                                          |      |
| 2010      | Voces Asia Los 80's                           |                                               |                                          |                                     |                                    | Bandera de Perú                                                          |      |
| 2010      | El musical 2010: Éxitos que marcaron historia | Varios Roles                                  | Roles Principales (Preludio)             | Mateo Chiarella                     | Denisse Dibós                      | Bandera de Perú                                                          |      |
| 2010      | ¡Grántico, pálmani, zum!                      | Golmodi                                       | (Show infantil)                          | Ricardo Morán                       |                                    | Bandera de Perú                                                          |      |
| 2010      | Fama, El musical                              |                                               |                                          | Doménico Poggi Palma                |                                    | Bandera de Perú                                                          |      |
| 2010      | Rent                                          | Roger Davis                                   | Rol Protagónico                          | Gabriel Rossel                      | Ken Berrospi y Aldo Martel         | Bandera de Perú                                                          |      |
| 2010–2012 | Al fondo hay sitio                            | "Leonardo Rizo-Patrón"                        | Rol Principal                            |                                     |                                    | Bandera de Perú                                                          |      |
| 2011      | Voces de película                             |                                               |                                          |                                     |                                    | Bandera de Perú                                                          |      |
| 2011      | Amor sin barreras (West Side Story)           | Tony Wycek                                    | Rol Protagónico (Preludio)               | Mateo Chiarella                     | Denisse Dibós                      | Bandera de Perú                                                          |      |
| 2012      | Chicago                                       | Billy Flynn                                   | Rol Principal Teatro: Ambassador Theatre | Maurine Dallas Watkins              |                                    | Bandera de Estados Unidos                                                |      |
| 2012      | Chicago                                       | Billy Flynn                                   | Rol Principal                            |                                     |                                    | Bandera de Perú                                                          |      |
| 2012      | Hairspray                                     |                                               |                                          |                                     |                                    | Bandera de Perú                                                          |      |
| 2012      | Chicago                                       | Billy Flynn                                   | Rol Principal (Preludio)                 | Mateo Chiarella                     | Denisse Dibós                      | Bandera de Perú                                                          |      |
| 2013      | El Chico de Oz                                | Peter Allen                                   | Rol Protagónico (Preludio)               | Mateo Chiarella                     | Denisse Dibós                      | Bandera de Perú                                                          |      |
| 2014      | Sweet Charity                                 | Vittorio Vidal                                | (Preludio)                               | Mateo Chiarella                     | Denisse Dibós                      | Bandera de Perú                                                          |      |
| 2015      | El Musical 2015                               | Varios Roles                                  |                                          | Mateo Chiarella                     | Denisse Dibós                      | Bandera de Perú                                                          |      |
| 2015      | Chicago                                       | Billy Flynn                                   | Rol Protagónico                          |                                     |                                    | Bandera de México · Bandera de Estados Unidos · Bandera de Corea del Sur |      |
| 2015      | El Gran Final                                 | Billy Flynn                                   | (Participación Especial)                 | Gustavo Wons y Julio Panno          | Matías Baraviera y Laura Casadiego | Bandera de Argentina                                                     |      |
| 2018      | Cabaret                                       |                                               | Rol Protargónico                         | Marco Zunino y Doménico Poggi Palma |                                    | Bandera de Perú                                                          |      |
| 2019      | Chicago (Reposición)                          | Billy Flynn                                   | Rol Protagónico                          | OCESA y Morris Gilbert              |                                    | Bandera de México                                                        |      |
| 2024      | Hombres a la plancha                          |                                               | Rol Protagónico                          |                                     |                                    |                                                                          |      |

## Filmografía

### Televisión

#### Telenovelas
| Año       | Título                      | Personaje                | Notas                    | Canal                   | País                                 | Ref. |
| --------- | --------------------------- | ------------------------ | ------------------------ | ----------------------- | ------------------------------------ | ---- |
| 1995      | Canela                      | Bruno Elguera            | Rol Principal            | Panamericana Televisión | Bandera de Perú                      |      |
| 1996      | Cuchillo y Malú             |                          |                          | Frecuencia Latina       | Bandera de Perú                      |      |
| 1997      | Torbellino                  | Fabricio Cerna / "Marco" | Rol Protagónico          | Frecuencia Latina       | Bandera de Perú                      |      |
| 1997      | Leonela, muriendo de amor   | Willy                    | Rol Recurrente           | América Televisión      | Bandera de Perú                      |      |
| 1997–1998 | Boulevard Torbellino        | Fabricio Cerna           | Rol Protagónico          | Frecuencia Latina       | Bandera de Perú                      |      |
| 1998      | Cosas del amor              | Pablo                    | Rol Recurrente           | Frecuencia Latina       | Bandera de Perú                      |      |
| 1998      | Andrea, tiempo de amar      | Renzo                    | Rol Principal            | Panamericana Televisión | Bandera de Perú                      |      |
| 1999      | Isabella, mujer enamorada   |                          | Rol de Invitado Especial | América Televisión      | Bandera de Perú                      |      |
| 2008–2009 | Los Barriga                 | Carlos Alberto Irazábal  | Rol Antagónico Principal | Frecuencia Latina       | Bandera de Perú · Bandera de Ecuador |      |
| 2018      | Torbellino, 20 años después | Fabricio Cerna           | Rol Protagónico          | Latina Televisión       | Bandera de Perú                      |      |

#### Series
| Año       | Título                              | Personaje                                                                               | Notas | Canal                                       | País                                                                                         | Ref.   |
| --------- | ----------------------------------- | --------------------------------------------------------------------------------------- | --- | ------------------------------------------- | -------------------------------------------------------------------------------------------- | ------ |
| 2003      | Alias                               | Recepcionista del hotel                                                                 | (Episodio: A Missing Link) | ABC                                         | Bandera de Estados Unidos                                                                    |        |
| 2005      | Nunca te diré adiós                 |                                                                                         | | Iguana Producciones y Venevisión            | Bandera de Perú · Bandera de Venezuela                                                       |        |
| 2005      | Viento y arena                      | Giovanni                                                                                | | Frecuencia Latina                           | Bandera de Perú                                                                              |        |
| 2005–2006 | Decisiones                          | Varios Roles                                                                            | (Episodio: Una vida prestada) (Episodio: Ciega pasión) (Episodio: Detrás de la apariencia) (Episodio: Juegos del destino) (Episodio: La mejor de las venganzas) (Episodio: Mi esposa por tu mamá) (Episodio: Pasión a escondidas) (Episodio: Un amor imposible) (Episodio: Un largo verano) (Episodio: Un precio demasiado alto) | Caracol Televisión Telemundo RTI Televisión | Bandera de Colombia · Bandera de México · Bandera de Estados Unidos · Bandera de Puerto Rico |        |
| 2006      | Esta sociedad                       | Daniel Rodríguez-Ugarteche                                                              | Rol Protagónico | América TV                                  | Bandera de Perú                                                                              |        |
| 2007      | Golpe a golpe                       | Piero                                                                                   | Rol Antagónico Principal |                                             | Bandera de Perú                                                                              |        |
| 2008      | Esta sociedad 2                     | Daniel Rodríguez-Ugarteche                                                              | Rol Protagónico | América TV                                  | Bandera de Perú                                                                              |        |
| 2009      | Clave uno: Médicos en alerta        | Paciente                                                                                | Rol de Invitado Especial (Participación Especial) | Frecuencia Latina                           | Bandera de Perú                                                                              |        |
| 2010–2013 | Al fondo hay sitio                  | Leonardo Fernando Llanos Torres / "Leonardo Rizo-Patrón" / "Leonardo Zapata" / "Cosito" | Rol de Protagonista Antagónico | América TV                                  | Bandera de Perú                                                                              |        |
| 2014      | Al fondo hay sitio                  | Leonardo Fernando Llanos Torres / "Leonardo Rizo-Patrón" / "Leonardo Zapata" / "Cosito" | Foto y Material de archivo | América TV                                  | Bandera de Perú                                                                              |        |
| 2016      | Al fondo hay sitio                  | Leonardo Fernando Llanos Torres / "Leonardo Rizo-Patrón" / "Leonardo Zapata" / "Cosito" | Rol Recurrente | América TV                                  | Bandera de Perú                                                                              |        |
| 2022      | Al fondo hay sitio                  | Leonardo Fernando Llanos Torres / "Leonardo Rizo-Patrón" / "Leonardo Zapata" / "Cosito" | Foto en spot televisivo | América TV                                  | Bandera de Perú                                                                              |        |
| 2016      | Castle                              | Hector Zamacona                                                                         | Rol de Invitado Especial (Cameo) | ABC                                         | Bandera de Estados Unidos                                                                    |        |
| 2019      | Juntos el corazón nunca se equivoca | Profesor Collins / "Fabricio Cerna"                                                     | Rol Principal | Las Estrellas                               | Bandera de México                                                                            | [ 39 ] |
| 2020–2022 | Control Z                           | Damián Williams                                                                         | Rol Secundario | Netflix                                     | Bandera de México                                                                            | [ 40 ] |
| 2020      | Ms. Guidance                        | Claudio de Antoniobanderas                                                              | |                                             | Bandera de Estados Unidos                                                                    |        |
| 2021      | Acapulco                            | Don Antonio                                                                             | |                                             | Bandera de Estados Unidos                                                                    |        |

#### Programas
| Año       | Título                                               | Rol      | Notas                                      | Canal             | País                      | Ref.   |
| --------- | ---------------------------------------------------- | -------- | ------------------------------------------ | ----------------- | ------------------------- | ------ |
| 1993–1994 | Nubeluz                                              | Él mismo | Gólmodi                                    | Panamericana TV   | Bandera de Perú           |        |
| 1997      | Gisela en América                                    | Él mismo | Invitado Especial                          | América TV        | Bandera de Perú           |        |
| 1997      | Utilísima                                            | Él mismo | Invitado Especial                          | América TV        | Bandera de Perú           |        |
| 1997      | Campaneando                                          | Él mismo | Invitado Especial                          | ATV               | Bandera de Perú           |        |
| 1997      | Maritere                                             | Él mismo | Invitado Especial                          | Frecuencia Latina | Bandera de Perú           |        |
| 1997      | ¡Chola de Miér...coles!                              | Él mismo | Invitado Especial                          | América TV        | Bandera de Perú           |        |
| 2008      | Bailando por un sueño                                | Él mismo | Concursante (Ganador)                      | Panamericana TV   | Bandera de Perú           |        |
| 2008      | Bailando por un sueño: Reyes de la pista             | Él mismo | Concursante (4° Puesto, Quinto Eliminado)  | Panamericana TV   | Bandera de Perú           |        |
| 2009      | El show de los sueños: Sangre de mi sangre           | Él mismo | Invitado Especial (Secuencia: El desafío)  | América TV        | Bandera de Perú           |        |
| 2009      | El show de los sueños: Amigos del alma               | Él mismo | Concursante (5° Puesto, Séptimo Eliminado) | América TV        | Bandera de Perú           |        |
| 2010      | El gran show                                         | Él mismo | Jurado Invitado                            | América TV        | Bandera de Perú           |        |
| 2011      | Reyes del show                                       | Él mismo | Refuerzo Especial                          | América TV        |                           |        |
| 2011      | Teletón 2011: Unámonos para cambiar pena por alegría | Él mismo | Invitado Especial                          | Edición Especial  | Bandera de Perú           |        |
| 2012      | Operación Triunfo                                    | Él mismo | Invitado Especial (Secuencia: El desafío)  | América TV        | Bandera de Perú           |        |
| 2012      | CNN en Español                                       | Él mismo | Invitado Especial                          | CNN               | Bandera de Estados Unidos |        |
| 2012      | Teletón 2012: Todos somos Teletón                    | Él mismo | Invitado Especial                          | Edición Especial  | Bandera de Perú           |        |
| 2012      | Somos                                                | Él mismo | Invitado Especial                          |                   | Bandera de Perú           |        |
| 2013      | Los Premios Luces 2013                               | Él mismo | Invitado Especial                          | Edición Especial  | Bandera de Perú           |        |
| 2014      | Pequeños Gigantes 2                                  | Él mismo | Jurado                                     | América TV        | Bandera de Perú           | [ 41 ] |
| 2014      | Gigante de gigantes                                  | Él mismo | Jurado                                     | América TV        | Bandera de Perú           |        |
| 2014      | Gisela, el gran show                                 | Él mismo | Invitado Especial                          | América TV        | Bandera de Perú           |        |
| 2014      | Estás en todas                                       | Él mismo | Invitado Especial                          | América TV        | Bandera de Perú           |        |
| 2015      | Estás en todas                                       | Él mismo | Invitado Especial                          | América TV        | Bandera de Perú           |        |
| 2015      | Apuesto por Ti                                       | Él mismo | Concursante Invitado                       | América TV        | Bandera de Perú           |        |
| 2015      | Américlub                                            | Él mismo | Invitado Especial                          | América TV        | Bandera de Perú           |        |
| 2015      | Escape Perfecto                                      | Él mismo | Presentador                                | América TV        | Bandera de Perú           |        |
| 2022      | Escape Perfecto                                      | Él mismo | Presentador                                | América TV        | Bandera de Perú           |        |
| 2015      | Al Aire                                              | Él mismo | Invitado Especial                          | América TV        | Bandera de Perú           |        |
| 2016      | Al Aire                                              | Él mismo | Invitado Especial                          | América TV        | Bandera de Perú           |        |
| 2016      | Hola a todos                                         | Él mismo | Presentador                                | ATV               | Bandera de Perú           |        |
| 2017      | El gran show                                         | Él mismo | Invitado Especial                          | América TV        | Bandera de Perú           |        |
| 2018      | Los cuatro finalistas: La Batalla Final              | Él mismo | Jurado                                     | Latina Televisión | Bandera de Perú           |        |
| 2018      | Los cuatro finalistas: Baile                         | Él mismo | Jurado                                     | Latina Televisión | Bandera de Perú           |        |
| 2018      | El artista del año                                   | Él mismo | Invitado Especial                          | América TV        | Bandera de Perú           |        |
| 2019      | El artista del año                                   | Él mismo | Retador Especial                           | América TV        | Bandera de Perú           |        |
| 2024      | El gran chef famosos: x2                             | Él mismo | Participante (dupla de Denisse Dibós)      | Latina Televisión | Bandera de Perú           |        |

### Cine
| Año  | Título                                          | Personaje       | Notas                    | Producción                                 | Dirección                 | País                                  | Ref. |
| ---- | ----------------------------------------------- | --------------- | ------------------------ | ------------------------------------------ | ------------------------- | ------------------------------------- | ---- |
| 2007 | La gran sangre: La película                     | Secuaz de Rocha |                          | JC Films                                   | Jorge Carmona             | Bandera de Perú                       |      |
| 2008 | Ojos de Fuego                                   |                 | Rol Principal            |                                            |                           | Bandera de Perú                       |      |
| 2008 | Valentino y el clan del can                     | Bones / Anthony | (Rol de voz)             | Alpamayo Entertainment                     | David Bismano             | Bandera de Perú                       |      |
| 2008 | Mañana te cuento 2                              |                 |                          | Inca Cine, Star Films y Laguna Productions | Eduardo Mendoza de Echave | Bandera de Perú                       |      |
| 2011 | Bolero de noche                                 | Travesti        |                          | La Soga Producciones y DVD Mart S.A        | Eduardo Mendoza de Echave | Bandera de Perú                       |      |
| 2011 | Secretos para Cocinar una Relación Saludable    | Santiago        | Cortometraje             |                                            | Daniel Martín Rodríguez   | Bandera de Perú                       |      |
| 2015 | ¡Asu mare! 2                                    | Él mismo        | Rol de Invitado Especial |                                            | Ricardo Maldonado         | Bandera de Perú                       |      |
| 2016 | Siete Semillas                                  | Luis "Lucho"    | Rol Protagónico          | Meaningful Entertainment y Tondero Films   | Daniel Rodríguez Risco    | Bandera de Perú                       |      |
| 2016 | No Estamos Solos                                |                 | Rol Protagónico          | Miedo Entertainment y Cinecorp             | Daniel Rodríguez Risco    | Bandera de Perú                       |      |
| 2016 | Margarita, ese dulce caos                       | Luis "Lucho"    | Rol Secundario           |                                            |                           | Bandera de Perú                       |      |
| 2017 | Una navidad en verano                           | Alberto         |                          |                                            | Ricardo Morán             | Bandera de Perú                       |      |
| 2018 | Locos de amor 2                                 | Santiago        | Rol Protagónico          | Tondero Films                              | Frank Pérez-Garland       | Bandera de Perú                       |      |
| 2018 | Margarita 2, y la banda de los hermanos mayores | Luis "Lucho"    | Rol Principal            |                                            |                           | Bandera de Perú                       |      |
| 2019 | Hotel Paraíso                                   |                 |                          |                                            | Daniel Rehder             | Bandera de Perú                       |      |
| 2020 | Las mejores familias                            | Mariano         |                          |                                            | Javier Fuentes León       | Bandera de Perú · Bandera de Colombia |      |
| 2022 | De Caperucita a loba                            |                 |                          | Tondero Films                              | Chus Gutiérrez            | Bandera de España · Bandera de Perú   |      |
| 2022 | Esto también pasará                             |                 |                          | Tondero Films                              |                           |                                       |      |
| 2024 | Mistura                                         | Kiko Ledgard    | Rol Secundario           |                                            | Ricardo de Montreuil      | Bandera de Perú                       |      |
| TBA  | Margarita 3                                     | Luis "Lucho"    | Rol Principal            |                                            |                           | Bandera de Perú                       |      |

### Vídeos musicales
- Torbellino (1997) como Fabricio Cerna.
- Poco a Poco (1997) como Fabricio Cerna.

### Giras televisivas
- Nubeluz: Aniversario de plata (2016).

### Spots publicitarios
- DirecTV (2006).
- Nubeluz: Reencuentro (2010) (Para Radio).
- Nubeluz: Reencuentro (2010) (Para Televisión).
- Oechsle (2011–2014).

## Eventos
- Nubeluz, aniversario de plata (2016).
- ¡Asu mare! 3: En Miami (Avant premiere) (2018).
- Buena Onda.

## Discografía

### Agrupaciones musicales
- Torbellino (1997; 2018) como Vocalista.

### Álbumes
- Torbellino: Corazón de la Ciudad (1997).[cita requerida]
- Yo te prometo.
- La Navidad de tus sueños.

### Temas musicales
| Año  | Título                                   | Álbum                            | Notas | Ref. |
| ---- | ---------------------------------------- | -------------------------------- | --- | ---- |
| 1997 | Torbellino                               | Torbellino: Corazón de la Ciudad | Colaboración con la banda Torbellino                                                                     |      |
| 1997 | Poco a Poco                              | Torbellino: Corazón de la Ciudad | Colaboración con la banda Torbellino                                                                     |      |
| 1997 | Solamente Tú                             | Torbellino: Corazón de la Ciudad | Colaboración con la banda Torbellino                                                                     |      |
| 1997 | On The Boogie                            | Torbellino: Corazón de la Ciudad | Colaboración con Pablo Saldarriaga                                                                       |      |
| 1997 | Noche Azul                               | Torbellino: Corazón de la Ciudad | Colaboración con la banda Torbellino                                                                     |      |
| 1997 | Al Límite                                | Torbellino: Corazón de la Ciudad | Colaboración con Gabriel Calvo                                                                           |      |
| 1997 | Juego del amor                           | Torbellino: Corazón de la Ciudad | Colaboración con la banda Torbellino                                                                     |      |
| 1997 | Niña                                     | Torbellino: Corazón de la Ciudad | Colaboración con la banda Torbellino                                                                     |      |
|      | El Amor después del Amor (Nueva versión) | —                                | Para la banda Torbellino                                                                                 |      |
| 2009 | Ser diferente                            | Yo te prometo                    | Con José Val                                                                                             |      |
| 2009 | ¡Despierta, es Navidad!                  | La Navidad de tus sueños         | Con el elenco de El show de los sueños                                                                   |      |
| 2010 | Para siempre                             | —                                | Tema para Al fondo hay sitio                                                                             |      |
| 2011 | Ser diferente (Nueva versión)            | —                                | Tema para Al fondo hay sitio                                                                             |      |
| 2012 | Me hace falta amar                       | —                                | |      |
| 2012 | Aquí contigo (Navidad)                   | —                                | Con otros artistas                                                                                       |      |
| 2011 | Penas por alegrías                       | —                                | Tema para la Teletón 2012; Con Leslie Shaw, Mia Mont y Jesús Neyra                                       |      |
| 2018 | Pierde Cuidado                           | —                                | Tema para Torbellino, 20 años después; Con Bárbara Cayo, Fiorella Cayo, Erika Villalobos y Gabriel Calvo |      |
|      | Siento                                   | —                                | Con Erick Elera                                                                                          |      |

### Conciertos
- Campus del Colegio Roosevelt (1997).
- Jockey Club (2012) (Con Juan Diego Florez).

### Giras musicales
- Gira Nacional (1997).
- Medley (1997).

## Premios y nominaciones
| Año  | Premio                              | Categoría                                 | Trabajo        | Resultado   | Ref.   |
| ---- | ----------------------------------- | ----------------------------------------- | -------------- | ----------- | ------ |
| 2012 | Broadway.com Audience Choice Awards | Reemplazo Favorito (Favorite Replacement) | Chicago        | Prenominado | [ 42 ] |
| 2012 | Revista GQ                          | Mejor Actor del 2012                      | Él mismo       | Ganador     | [ 43 ] |
| 2012 | Premios Luces de El Comercio        | Figura del año                            | Él mismo       | Nominado    |        |
| 2013 | Premios Luces de El Comercio        | Mejor Actor de Teatro                     | El chico de Oz | Ganador     | [ 44 ] |
| 2016 | Premios Luces de El Comercio        | Mejor Actor de Reparto de Cine            | Siete semillas | Nominado    | [ 45 ] |
| 2018 | Premios Luces de El Comercio        | Mejor Obra                                | Cabaret        | Nominado    | [ 46 ] |